# Pavel Jekel
Pavel Jekel (* 4. července 1995 Brno) je český lední hokejista hrající na postu brankáře.

## Život
Mládí strávil v brněnské Kometě. Prvně mezi muži se ale představil během sezóny 2013/2014, kdy patřil do kádru výběru Komety do dvaceti let, na hostování v barvách břeclavských Lvů. Následující ročník (2014/2015) celý strávil ve výběru hráčů brněnské Komety do dvaceti let, ale další sezónu odešel na hostování mezi muže Přerova, kde ale nenastoupil ani k jedinému utkání, a do Techniky Brno. Po sezóně se vrátil zpět do mateřské Komety a v ročníku 2016/2017 za ni odchytal čtyři utkání a dalších čtyřiatřicet za Horáckou Slavii Třebíč.
Premiéru mezi muži Komety prožil v zápase na ledě Karlových Varů, během něhož vystřídal brankáře Karla Vejmelku a poté se Jekel od počátku objevil v domácím zápase proti Litvínovu (2:1). V ročníku 2017/2018 hostoval z Komety opět v Třebíči a na osm utkání též ve Vsetíně. Zahrál si ale za Kometu v Lize mistrů na hřišti finské Jyväskylä (3:3). I další sezónu strávil z Komety na hostování, a sice opět v Třebíči a dále v Moravských Budějovicích. Sezónu 2019/2020 strávil kompletně celou na hostování v Třebíči a během ročníku 2020/2021 odehrál dvě utkání za brněnskou Kometu a dalších 34 opět za Třebíč. Totožný režim, tedy kdy coby hráč brněnského klubu hostoval v třebíčském celku, zopakoval rovněž v sezónách 2021/2022 a 2022/2023. Před ročníkem 2023/2024 podepsal smlouvu přímo s Třebíčí, nicméně během letní přípravy se u Jekela projevilo chronické zranění v horní části těla, které si vyžádalo dlouhodobější rekonvalescenci. V ročníku 2023/2024 se nakonec v třebíčském dresu v soutěžním zápase objevil, nicméně v jednom utkání formou střídavých startů vypomohl Kometě Brno a ke dvěma zápasům nastoupil na hostování rovněž ve Velkém Meziříčí. Po konci sezóny změnil působiště a pro ročník 2024/2025 patřil do kádru Pirátů Chomutov.